# Diconești, Argeș
Diconești este un sat în comuna Uda din județul Argeș, Muntenia, România.